# Млиниште
Млиниште је насељено мјесто у општини Мркоњић Град, Република Српска, БиХ.

## Географија
Смештено је на надморској висини од 1.066 метара, а налази се на путу Подбрдо-Гламоч.

## Историја
У насељу су припадници 7. гардијске бригаде „Пуме“ у саставу Војске Републике Хрватске заробили 6 Срба и стрељали их 9. и 10. септембра 1995. Том приликом су убијени Радослав Лакић, Перо Видовић, Петар Јотановић, Драгослав Мутић, Борислав Вукић и један непознати мушкарац.

## Становништво
|           | 2013.      | 1991.       | 1981.       | 1971.       | 1961.        |
| Укупно    | 6 (100,0%) | 19 (100,0%) | 27 (100,0%) | 93 (100,0%) | 426 (100,0%) |
| Срби      | 6 (100,0%) | 19 (100,0%) | 25 (92,59%) | 92 (98,92%) | 406 (95,31%) |
| Остали    | –          | –           | 2 (7,407%)  | –           | 5 (1,174%)   |
| Хрвати    | –          | –           | –           | 1 (1,075%)  | 14 (3,286%)  |
| Македонци | –          | –           | –           | –           | 1 (0,235%)   |